# 凌准
凌准（8世纪—808年），字宗一，唐朝官员，曾因以王叔文推举，任为翰林学士，转员外郎。唐順宗時，參與王叔文領導的永貞改革，失敗後，成為被流放的二王八司馬之一。

## 簡介
三国东吴大将凌统之後代，凌士燮之子。
早年師從陆质，二十歲時自荐於宰相，拔擢为崇文馆校书郎。贞元十八年（802年），浙东观察使贾全奏转為浙东廉使判官。
顺宗永貞元年（805年），王叔文當政，開始進行永貞改革，廢除宮市、五坊小兒等弊政，整肅宦官兵權。同年八月，順宗被宦官俱文珍發動的政變逼退，號稱太上皇；唐憲宗李純即位，史稱永貞內禪，凌准貶為連州（今广东连县）司馬。自此憂鬱成疾，雙目失明。
元和三年（808年）冬，卒於桂阳北山佛寺，柳宗元写《哭连州凌员外司马》诗哀悼之。著有《后汉春秋》、《邠志》二卷。